# Трансродност
Трансродна особа (често скраћено транс) је неко чији се родни идентитет разликује од оног који им је додељен при рођењу. Многи доживљавају родну дисфорију, коју могу покушати да ублаже транзицијом, често усвајајући другачије име и заменице у том процесу. Они могу да траже негу која афирмише род, као што је терапија замене хормона и разне операције за афирмацију пола. Не желе све трансродне особе ове третмане и други можда неће моћи да им приступе из финансијских, медицинских или правних разлога. Они који желе да медицински пређу на други пол могу се идентификовати као транссексуалци.
Као трансродне особе, идентификују се и небинарне особе. Статистички подаци о броју трансродних особа увелико варирају, делимично због различитих дефиниција трансродних особа. Неке земље, попут Канаде, прикупљају пописне податке о трансродним особама. Трансродни идентитет се генерално налази у мање од 1% светске популације, са цифрама у распону од <0,1% до 0,6%. Међутим, овај проценат је вероватно већи када се укључе у њега и небинарни идентитети у проценама становништва.
Родни идентитет се разликује од сексуалне оријентације, а трансродне особе могу бити било које сексуалне оријентације. Појам са супротним значењем од трансродности је цисродност, која описује људе чији родни идентитет одговара њиховом додељеном полу.
Многе трансродне особе суочавају се са дискриминацијом на радном месту, у приступу јавним смештајима, и у здравственој заштити. У многим земљама они нису законски заштићени од дискриминације.

## Дефиниција
Пре средине 20. века различити термини су коришћени у западним медицинским и психолошким наукама и изван њих за идентификацију особа и идентитета означених као транссексуални, а касније трансродни од средине века надаље. Узет из немачког и на крају направљен по узору на немачки Transsexualismus (скован 1923. године), енглески термин транссексуалац је уживао међународну прихватљивост, иако је трансродност све више преферирана над транссексуалцима. Реч трансродност добила је своје модерно значење 1990-их.
Прецизна дефиниција трансродности није чврсто одређена али укључује:
- „одношење према или одређивање особе чији идентитет не одговара недвосмислено конвенционалним појмовима мушких или женских родних улога, већ их комбинује или се креће између њих“.[14]
- „особе којима је додељен род, обично приликом рођења, на основу њихових гениталија, али које осећају да је ово њихов нетачан или непотпун опис.“[15]
- „неидентификовање са или непредстављање у складу са родом који је особи додељен приликом рођења.“[16]